# Tandformule
De tandformule is een schematische weergave voor de samenstelling van een gebit van een mens of dier. Het wordt geschreven als het aantal tanden van elk type aan één zijde van de boven- en onderkaak. De letters die daarbij gebruikt worden zijn I, C, P en M, waarbij I het aantal snijtanden (Incisivi) in een mondkwadrant aangeeft, C het aantal hoektanden (Canini), P het aantal kleine kiezen (Premolares) en M het aantal grote kiezen (Molares).
De aantallen worden doorgaans boven elkaar geschreven, met boven het aantal in de bovenkaak en onder het aantal in de onderkaak. Omdat een tandformule één helft beschrijft (links of rechts) en een gebit verticaal symmetrisch is, geeft vermenigvuldigen van de tandformule met 2 het totaal aantal tanden.
De tandformule voor een egel ziet er bijvoorbeeld als volgt uit:
I {\displaystyle {\frac {3}{2}}}; C {\displaystyle {\frac {1}{1}}}; P {\displaystyle {\frac {3}{2}}}; M {\displaystyle {\frac {3}{3}}\times 2\,=\ 36}
Een kortere notatie is in de vorm:
{\displaystyle {\frac {I\;C\;P\;M}{I\;C\;P\;M}}}
waarbij de letters worden vervangen door de corresponderende aantallen. Voor de egel geeft dat 3.1.3.32.1.2.3 × 2 = 36.
Enkele andere tandformules:
- Bij de mens:
  - Melkgebit: 2.1.22.1.2
  - Permanent gebit: 2.1.2.32.1.2.3 (zie ook afbeelding ↗)
- Bij de hond:
  - Melkgebit: 3.1.33.1.3
  - Permanent gebit: 3.1.4.23.1.4.3
- Bij de kat:
  - Melkgebit: 3.1.33.1.2
  - Permanent gebit: 3.1.3.13.1.2.1
- Bij het paard:
  - Permanent gebit: 3.1.3.33.1.3.3 (bij de meeste merries ontbreken de canini)

De vleerhondensoort Myonycteris brachycephala, die endemisch is op het eiland Sao Tomé, is het enige bekende zoogdier waarvan de hele populatie een asymmetrische tandformule heeft. In de onderkaak ontbreekt links of rechts een van de snijtanden. De onderzoekers speculeren, dat dit een aanpassing is aan de beperkte ontwikkelingsmogelijkheden op eilanden, te vergelijken met eilanddwerggroei.